# Baggrundslager
 Denne artikel bør gennemlæses af en person med fagkendskab for at sikre den faglige korrekthed.

Ved et baggrundslager forstås den del af lageret på en computer, der ikke er direkte tilgængeligt fra maskinens CPU. Baggrundslageret er normalt billigere pr. lagret datum og kan derfor gøres meget større uden at omkostningerne bliver for store. Til gengæld er tiden, som det tager at få fat i en given oplysning større, ofte særdeles meget større.
Maskinens hovedlager, ofte benævnt med det engelske udtryk main storage (eller blot som RAM) har altid en begrænset størrelse afhængigt af maskinens arkitektur, der angiver et maksimalt antal adressebit og dermed den maksimale størrelse på hovedlageret. Med metoder som bank switching kan størrelsen øges noget, men man kommer sjældent uden om at forsyne maskinen med en eller flere typer baggrundslagre.
Dette baggrundslager kan benyttes som mellemlagring under programafviklingen, når hovedlageret ikke er stort nok, såkaldt virtuel hukommelse og til lagring af programmer og data mellem benyttelsen af disse. I nogle tilfælde anvendes et hierarki af lagre, således at data kan overføres mellem cpu og cache, mellem cache og hovedlager, mellem hovedlager og harddisk, mellem harddisk og magnetbånd. Når man bevæger sig ned gennem hierarkiet stiger tilgangstiden, mens prisen falder.
Gennem tiden har forskellige typer af baggrundslager været benyttet:
- Benyttes stadigvæk:
  - Solid State Drive (SSD)
  - Magnetbånd
  - Harddisk/pladelager (HDD)
  - Cd-rom
  - Dvd
- Benyttes stort set ikke mere:
  - Hulkort
  - Hulstrimmel
  - Facit karrusel
  - Tromlelager